# 塔普阿一世
塔普阿一世（法語：Tapoa I；约1772年—1812年）是塔哈岛和博拉博拉岛的酋长（1778年—1812年在位），被视为博拉博拉王国的首任君主。约1772年，他出生于博拉博拉岛，1812年9月逝世于塔希提岛。1810年9月27日，他前往埃米欧（莫雷阿岛），与周边岛屿的酋长一起支持塔希提王国国王波马雷二世复位并重返塔希提岛。1812年9月25日，当塔普阿一世身在塔希提岛时，波马雷二世在致埃米欧传教士的一封信中提到塔普阿一世即将去世。
在前往埃米欧之前，塔普阿一世已在塔哈岛指定其孙子波马雷（即未来的塔普阿二世）为继承人，并将他托付给酋长费努阿佩霍，由后者担任摄政。约1822年，即塔普阿二世与塔希提女王波马雷四世结婚。